# Tchoussovoï
Tchoussovoï (en russe : Чусовой) est une ville du kraï de Perm, en Russie. Sa population s'élevait à 44 780 habitants en 2023.

## Géographie
La rivière Tchoussovaïa arrose la ville et lui donne son nom. Elle est située à 98 km au nord-est de Perm.

## Histoire
À l'emplacement de Tchoussovoï, le village de Kamassino est connu depuis le XVIe siècle. La localité connaît une croissance significative à partir de 1874 en raison de la construction du chemin de fer minier de l'Oural (en russe : Уральская Горнозаводская железная дорога) Perm – Kouchva – Ekaterinbourg, première ligne de chemin de fer à traverser l'Oural. La gare de Tchoussovaïa, qui doit son nom à la rivière voisine, est construite. En 1878, la ligne est ouverte au trafic et raccordée l'année suivante à Solikamsk. En 1897, commence également la construction d'une usine sidérurgique.
La localité reçoit le statut de commune urbaine en 1917, puis celui de ville en 1933, ainsi que son nom actuel.
Tchoussovoï est accessible en train ou en bateau depuis Perm.

## Population
Recensements (*) ou estimations de la population
| 1897* | 1926*  | 1931   | 1939*  | 1959*  | 1970*  |
| ----- | ------ | ------ | ------ | ------ | ------ |
| 1 000 | 17 893 | 32 000 | 43 256 | 60 058 | 58 202 |

| 1979*  | 1989*  | 2002*  | 2010*  | 2012   | 2013   |
| ------ | ------ | ------ | ------ | ------ | ------ |
| 56 447 | 57 874 | 51 615 | 46 735 | 46 341 | 46 037 |

## Économie
L'économie de la ville repose sur l'usine sidérurgique de la société OAO Tchoussovskoï Metallourguitcheski Zavod (en russe : ОАО Чусовской металлургический завод) spécialisée dans la production de fonte, d'acier, de ferro-alliages et de profilés. Elle emploie 6 560 salariés (2008)  .
|  |